# Gabriel Katz
Œuvres principales
- Série Le Puits des mémoires

Gabriel Katz, né en 1978, est un auteur de fictions (livres, scénariste de BD, télé…). Sous ce pseudonyme, il écrit ses romans jeunesses ou fantasy, ainsi que des romans policiers.

## Carrière littéraire
Gabriel Katz a écrit plus de 30 livres signés par des auteurs bien connus du grand public.

Il se qualifie lui-même de nègre littéraire : 

« Pour faire court, je suis nègre, c'est-à-dire que j'écris des bouquins que vous avez lus en croyant qu'ils étaient écrits par l'auteur dont le nom est en couverture. »

Il remporte le prix du roman d'aventures 2024 pour son roman policier Dehors tu vas avoir si froid.

## Œuvre

### SérieLe Puits des mémoires
La série a obtenu le prix Imaginales 2013 du meilleur roman francophone.
1. La Traque, Scrineo, 2012  (ISBN 978-2-919755-45-5)Réédition, Pocket, coll. « Science-fiction » no 7163, 2015 (ISBN 978-2-266-24451-0)
2. Le Fils de la Lune, Scrineo, 2012  (ISBN 978-2-919755-92-9)Réédition, Pocket, coll. « Science-fiction » no 7164, 2015 (ISBN 978-2-266-24452-7)
3. Les Terres de cristal, Scrineo, 2013  (ISBN 978-2-36740-033-4)Réédition, Pocket, coll. « Science-fiction » no 7165, 2015 (ISBN 978-2-266-24453-4)

### SérieAeternia
1. La Marche du prophète, Scrineo, 2015  (ISBN 978-2-36740-207-9)Réédition, Pocket, coll. « Science-fiction » no 7204, 2016 (ISBN 978-2-266-26048-0)
2. L'Envers du monde, Scrineo, 2015  (ISBN 978-2-36740-328-1)Réédition, Pocket, coll. « Science-fiction » no 7205, 2016 (ISBN 978-2-266-26049-7)

### SérieLa Part des ombres
1. La Part des ombres - 1, Scrineo, 2016  (ISBN 978-2-36740-443-1)Réédition, Pocket, coll. « Science-fiction » no 7251, 2018 (ISBN 978-2-266-28513-1)
2. La Part des ombres - 2, Scrineo, 2018  (ISBN 978-2-36740-495-0)Réédition, Pocket, coll. « Science-fiction » no 7287, 2020 (ISBN 978-2-266-28513-1)

### SérieLe Serment de l'orage
1. Le Serment de l'orage - 1, Bragelonne, 2019  (ISBN 978-2-362-31579-4)Réédition, Bragelonne, coll. « SF Poche », 2022 (ISBN 979-10-281-0381-1) (à paraître en 2022)
2. Le Serment de l'orage - 2, Bragelonne, 2022  (ISBN 978-2-362-31705-7)À paraître en 2022

### SérieBenjamin Varenne
1. N'oublie pas mon petit soulier, Le Masque, 2015  (ISBN 978-2-7024-4260-9)Réédition, Masque, coll. « Masque poche », 2018 (ISBN 978-2-702-44909-7)
2. Quand tu descendras du ciel, Le Masque, 2017  (ISBN 978-2-7024-4870-0)Réédition, Masque, coll. « Masque poche », 2018 (ISBN 978-2-702-44910-3)
3. Dehors tu vas avoir si froid, Le Masque coll. « Masque poche », 2024  (ISBN 978-2-7024-5253-0)

### Bande dessinéeLa Pierre du chaos
1. Le Sang des ruines, Drakoo, 2019  (ISBN 978-2-490-73505-1)dessins de Stéphane Créty
2. Le Temps des barbares, Drakoo, 2021  (ISBN 978-2-490-73533-4)dessins de Stéphane Créty
3. La Marche sur l'Empire, Drakoo, 2022  (ISBN 978-2-490-73594-5)dessins de Stéphane Créty

### Romans indépendants
- La Maîtresse de guerre, Scrineo Jeunesse, 2012  (ISBN 978-2-367-40079-2)Réédition, Pocket, coll. « Science-fiction » no 7203, 2016 (ISBN 978-2-266-26047-3) - Prix Les Halliennales 2014[6]
- La Nuit des cannibales, Pygmalion, 2017  (ISBN 978-2-756-42119-3)
- Au bout des doigts, Fayard, 2018  (ISBN 978-2-213-71154-6)
- Les Papillons noirs, Le Masque, 2022  (ISBN 978-2-702-45078-9)
- Le Silence des noyés, Le Masque, 2023  (ISBN 978-2-7024-5127-4)

### Nouvelles
- Le Mythe de la caverne, ActuSF, 2015  (ISBN 9782917689851)Dans l'anthologie Trolls et Légendes